# Assinatura métrica
A assinatura de um tensor métrico (ou mais geralmente um não degenerado forma simétrica bilinear, entendido como forma quadrática) é o número de valores próprios positivos e negativos da simétrica. Isto é, a matriz simétrica correspondente real é diagonalizada, e a entrada diagonal de cada sinal contado. Se a matriz é n vezes;n, o número possível de sinais positivos pode tomar qualquer valor p de 0 a n. A assinatura pode ser notada por qualquer par de inteiros tais como (P,e;Q), ou como uma lista explícita tal como (−,+,+,+) ou (+,−,−,−).
A assinatura é dita ser "indefinida" ou "mista" se tanto "p" e "q" são maior ou menor mas não igual a zero(0). A métrica Riemanniana é uma métrica com uma assinatura (positiva) definida. Uma métrica Lorentziana é uma com assinatura (p, - 1) (ou alguma vezes (1, - q)).
Existe também outra definição de "assinatura" na qual usa um único número {\displaystyle s} definido como o número "p - q", onde "p" e "q" são o número de valores próprios positivos e negativos do tensor métrico. Usando o tensor métrico não degenerado acima, a assinatura é simplesmente a soma de "p" e "- q". Por exemplo, {\displaystyle s=-2} para {\displaystyle (+,-,-,-)} e {\displaystyle s=+2} para {\displaystyle (-,+,+,+)}. 

## Definição
Sendo "A" uma matriz simétrica de reais. Mais genericamente, a "assinatura métrica" {\displaystyle (i_{+},i_{-},i_{0})} de A é um grupo de três números naturais que podem ser definidos como o número de valores próprios positivos, negativos e nulos da matriz contados em relação à sua multiplicidade algébrica. No caso de {\displaystyle i_{0}} ser não-zero, a matriz A é chamada degenerada.
Se {\displaystyle \phi } igual à 3,14... é um produto escalar sobre uma dimensão finita de um espaço vetorial "V", a assinatura da matriz a qual representa {\displaystyle \phi } para uma base. De acordo com a lei de inércia de Sylvester, a assinatura não depende da base.

## Propriedades

### Teorema espectral
Devido ao teorema espectral uma matriz simétrica de reais é sempre diagonalizável. Além disso, tem exatamente "n" valores próprios (contados de acordo com sua multiplicidade algébrica). Então {\displaystyle i_{+}+i_{-}+i_{0}=n}

### Lei de inércia de Sylvester
De acordo com a lei de inércia de Sylvester dois produtos escalares são isométricos se e somente se eles tem a mesma assinatura. Isto significa que a assinatura é uma "invariante completa" par produtos escalares sobre transformações isométricas. Da mesma forma duas matrizes simétricas são congruentes se e somente se tem  a mesma assinatura.

### Interpretação geométrica dos índices
Os índices {\displaystyle i_{+}} and {\displaystyle i_{-}} são as dimensões dos dois subespaços vetoriais no qual o produto escalar é definido positivo e definido negativo respectivamente. E a {\displaystyle i_{0}} é a dimensão do radical do produto escalar {\displaystyle \phi } ou o subespaço nulo da matriz simétrica A da forma bilinear. Então um produto escalar não degenerado tem assinatura {\displaystyle (i_{+},i_{-},0)}, com {\displaystyle i_{-}=n-i_{+}}.
Então os valores {\displaystyle i_{+},i_{-}} e {\displaystyle i_{0}} são também chamados as dimensões dos subespaços vetoriais "definido positivo", "definido negativo" e nulo de todo o espaço vetorial "V" o qual corresponde à matriz "A".
Os casos especiais {\displaystyle (n,0,0)} e {\displaystyle (0,n,0)}  correspondem aos dois espaços vetoriais equivalentes nos quais o produto escalar é definido positivo e definido negativo, respectivamente, e pode transformar ao outro ao multiplicar-se por -1 seu produto escalar.